# Норрстрем
Норрстрем  (швед. Norrström) — річка у центрі Стокгольма у Швеції, одна з найкоротших річок Європи . З'єднує озеро Меларен і фіорд Сельтшен Балтійського моря. Довжина річки становить лише 300 м (за іншими даними — 700—900 м), при цьому площа її басейну  — 22650,2 км². Середня річна витрата води — 160 м³/с.
Тече від Ріддарфіардену, на північ від Гамла-стану, до Стокгольм-стрему (західна частина Сельтшену). На ньому розташовані два острови: Стремсборг і Гельгеандсгольмен. Це один з двох природних водних шляхів між Мелареном і Балтійським морем, інший — Седерстрем, на південь від Гамла-стану. Норрстрем перетинають мости: Сентральбрун, Вазабрун, Ріксбрун, Норрбру і Стрембрун.

## Галерея

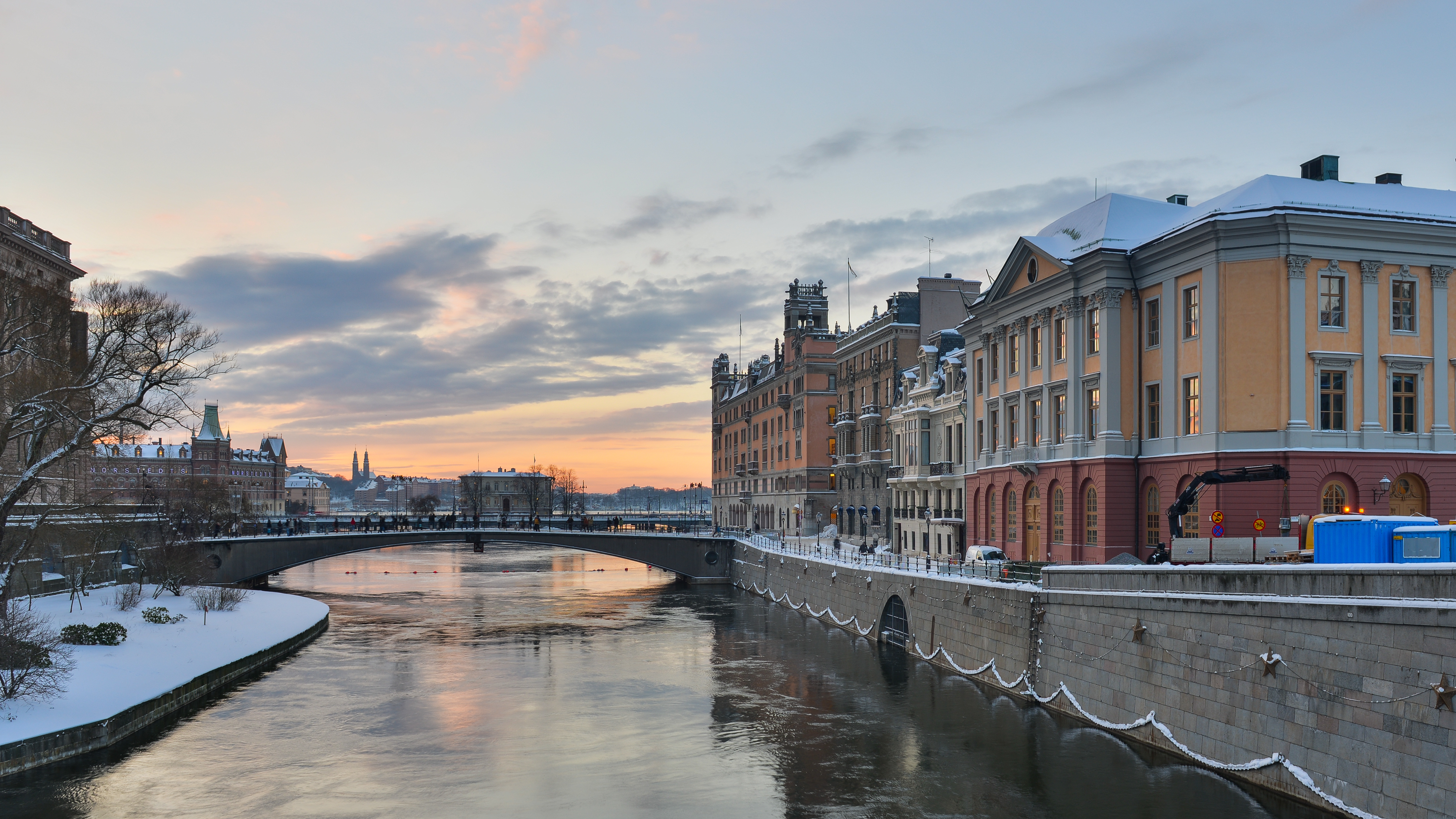
Вид на Норрстрем проти течії з Північного мосту. Грудень 2012 року.